# كلوريد الذهب الأحادي
 كلوريد الذهب الأحادي مركب كيميائي له الصيغة AuCl، ويكون على شكل بلورات صفراء شاحبة.

## الخواص
- إن مركبات الذهب التي لها حالة أكسدة دنيا +1 لا توجد على شكل محاليل مائية، بل توجد على شكل مركبات صلبة غير منحلة، لذلك لا ينحل كلوريد الذهب الأحادي  في الماء،  [4] لكنه ينحل بشكل جيد في حمض هيدروكلوريك.
- يعد كلوريد الذهب الأحادي من المختزلات القوية، فهو على سبيل المثال يتفاعل مع بروميد البوتاسيوم ليعطي فلز الذهب بالإضافة إلى تشكل معقد بروميد ذهب البوتاسيوم حسب المعادلة:

3 AuCl + 4 KBr → KAuBr4 + 2 Au + 3 KCl
- تكون بنية بلورات كلوريد الذهب الأحادي عبارة عن بنية خطية، ويكون العدد التساندي للذهب في هذه الحالة 2، بحيث تكون ربيطتا الكلوريد على جانبي ذرة الذهب المركزية.

## التحضير
يحضر كلوريد الذهب الأحادي من تسخين كلوريد الذهب الثلاثي إلى 150° س حيث يتفكك ويعطي المركب وينطلق غاز الكلور حسب المعادلة:
AuCl3 → AuCl + Cl2

## اقرأ أيضاً
- كلوريد الذهب الأحادي والثلاثي